# The Fourth Season
The Fourth Season is het vierde studioalbum van de Australische melodieuze-metalband Vanishing Point.
Het album werd door de pers negatief beschreven; als de vorige drie albums Vanishing Point geen doorbraak hebben gegeven zal dit album het helemaal niet doen.
Voor het nummer Surrender heeft de band een videoclip gemaakt, de set voor deze videoclip bastaat uit niets maar dan de band en een heleboel versterkers.
In Japan is het album verschenen met een bonustrack: The Veil of Deceit.

## Bezetting
- Silvio Massaro - zanger
- Tommy Vucur - gitarist
- Chris Porcianko - gitarist
- Adrian Alimic - bassist
- Christian Nativo - drummer

## Tracklist
1. Embodiment                (4.06)
2. Tyranny of Distance       (5.24)
3. Surrender                 (4.09)
4. Hope Among the heartless  (5.12)
5. Gaia                      (1.37)
6. Within I                  (4.02)
7. Behind the Open Door      (4.44)
8. Ashen Sky                 (4.59)
9. One Foot in Both Worlds   (5.31)
10. Wake Me                   (4.31)
11. A day of Differance       (4.52)

## Eerdere albums
- In Thought (1997)
- Tangled in Dream (2000)
- Embrace the Silence (2005)